# فرن گارسیا (بازیکن فوتبال زاده ۱۹۹۹)
فران گارسیا (انگلیسی: Fran García؛ زادهٔ ۱۴ اوت ۱۹۹۹) بازیکن فوتبال اهل اسپانیا است که در پست مدافع چپ برای باشگاه رئال مادرید در لا لیگا و تیم ملی اسپانیا بازی می‌کند.
وی همچنین در تیم‌های ملی فوتبال زیر ۱۶ سال اسپانیا، زیر ۱۷ سال اسپانیا، زیر ۱۸ سال اسپانیا، زیر ۱۹ سال اسپانیا، زیر ۲۰ سال اسپانیا، زیر ۲۱ سال اسپانیا و تیم ملی فوتبال اسپانیا بازی کرده‌است.

## آمار ملی

### بازی‌های ملی
تا تاریخ ۱۵ اکتبر ۲۰۲۳
| اسپانیا | اسپانیا | اسپانیا |
| سال     | بازی    | گل      |
| ------- | ------- | ------- |
| ۲۰۲۳    | ۲       | ۰       |
| مجموع   | ۲       | ۰       |

## افتخارات
رئال مادرید
- لیگ قهرمانان اروپا: ۲۴-۲۰۲۳